# スティーブ・モリヤマ
スティーブ・モリヤマ（Steve Moriyama）はベルギー在住の英国勅許会計士、作家。森山進名義でも活動。
株式会社フジ・メディア・ホールディングス独立社外取締役（監査等委員）、株式会社フジテレビジョン社外取締役。

## 経歴
慶應義塾大学経済学部卒業。
カトリック・ルーベン大学院およびケンブリッジ大学院 （ペンブルック・コレッジ）にて、それぞれ修士号取得。ハーバードビジネススクールTGMP修了。イングランド・ウェールズ勅許会計士協会上席会員（FCA）
。2025年3月27日より株式会社フジテレビジョンの社外取締役を務めている。同年6月の定時株主総会での承認を経て、株式会社フジ・メディア・ホールディングスの独立社外取締役（監査等委員）に就任した。

## 著書
- 『今すぐ転機に備える95の方法　21世紀型「地球人」の発想法』(2001年、成美文庫、森山進名義)
- 『イギリス流大人の英語』(2002年、中経出版、森山進名義)
- 『人生を豊かにする英語の名言』(2003年、研究社、森山進名義)
- 『英語の会議にみるみる強くなる本　相手が「話の論点」をすりかえてきたら、こう切り返す!』(2003年、中経出版)
- 『ユダヤ人成功者たちに秘かに伝わる魔法のコトバ』(2004年、ソフトバンククリエイティブ)
  - 改題『世界の実力者たちに秘かに伝わるユダヤの言葉』（2011年、ソフトバンク文庫）
- 『トヨタ流・英語上達術』(2005年、ソフトバンククリエイティブ)
- 『日系企業のためのロシア投資・税務・会計ガイドブック』(2007年、中央経済社)
- 『拡大欧州の投資・税制ガイド』(2008年、中央経済社)
- 『ビジネスに効く 英語の名言名句集』(2010年、研究社、森山進名義)
- 『英語社内公用語化の傾向と対策　英語格差社会に生き残るための7つの鉄則』(2011年、研究社、森山進名義)
- 『イギリス英語は落とし穴だらけ』(2016年、研究社)
- 『その「日本人論」に異議あり！』(2018年、芸術新聞社)

### 海外翻訳された著書
- 『創造轉機的95招』(2003年、新雨出版)
- 『立刻抓住机遇的九十种方法』(2004年、天津教育出版)
- 『游不動，就用跑的！創造轉機的關鍵95招』(2006年、新雨出版)
- 『成功猶太人傳家密語』(2010年、世潮出版社)